# Giro de Italia 1967
La 50.ª edición del Giro de Italia se disputó entre el 20 de mayo y el 11 de junio de 1967, con un recorrido de 22 etapas, una de ellas doble, y 3.572 km, que el vencedor completó a una velocidad media de 35,339 km/h. La carrera comenzó en Treviglio y terminó en Milán.
Tomaron la salida 130 participantes, de los cuales 70 terminaron la carrera.
La de esta edición fue la primera participación del equipo Kas en el Giro de Italia, y dejaron huella en la carrera, ganando la clasificación por equipos, tres etapas, la clasificación de la montaña y portando la maglia rosa durante once jornadas con dos ciclistas diferentes. La carrera estuvo también marcada por los velocistas. Entre Planckaert, Altig, Zandegu y Dancelli se repartieron nueve etapas.
Asimismo, esta edición de la ronda italiana recibió la primera visita de un ciclista que tendría mucho que decir en los años venideros, Eddy Merckx, que en esta su primera participación se llevó dos triunfos de etapa y un 9.º puesto en la general. En la carrera tampoco faltó la polémica. La 19.ª etapa, disputada bajo la nieve, supuso la primera vez que el puerto de las Tres Cimas de Lavaredo se ascendía en el Giro. Aquel día, Gimondi cruzó el primero la línea de meta, seguido de Merckx y Motta a pocos segundos. Sin embargo, la etapa fue anulada debido a irregularidades y empujones por parte de los aficionados, lo cual motivó un gran enfado en el ciclista italiano, que estuvo a punto de abandonar la carrera, si bien finalmente recapacitó y continuó en carrera.
Al término de la 20.ª etapa, la etapa del reina de esta edición, el francés Anquetil se vistió de rosa. No obstante, Gimondi, que había acudido al Giro aquejado de bronquitis, estaba muy cerca en la clasificación general, a menos de medio minuto. El italiano se escapó en la 21.ª etapa y terminó la etapa en 4.ª posición, pero con más de cuatro minutos de ventaja sobre los primeros clasificados de la general. La clasificación general dio un vuelco, y Gimondi se adjudicó el primero de los tres Giros de Italia que ganaría en su carrera.

## Equipos participantes
| Equipo    | Jefe de filas    |
| Molteni   | Gianni Motta     |
| Bic       | Jacques Anquetil |
| Cynar     | Rik Van Looy     |
| Filotex   | Franco Bitossi   |
| Germanvox | Vito Taccone     |
| Kas       | Francisco Gabica |
| Mainetti  | Marino Basso     |

| Equipo         | Jefe de filas    |
| Max Meyer      | René Binggeli    |
| Peugeot        | Ferdinand Bracke |
| Romeo Smiths   | Eddy Schutz      |
| Salamini-Luxor | Vittorio Adorni  |
| Salvarani      | Carlo Chiappano  |
| Vittadello     | Michele Dancelli |
|                |                  |

## Etapas

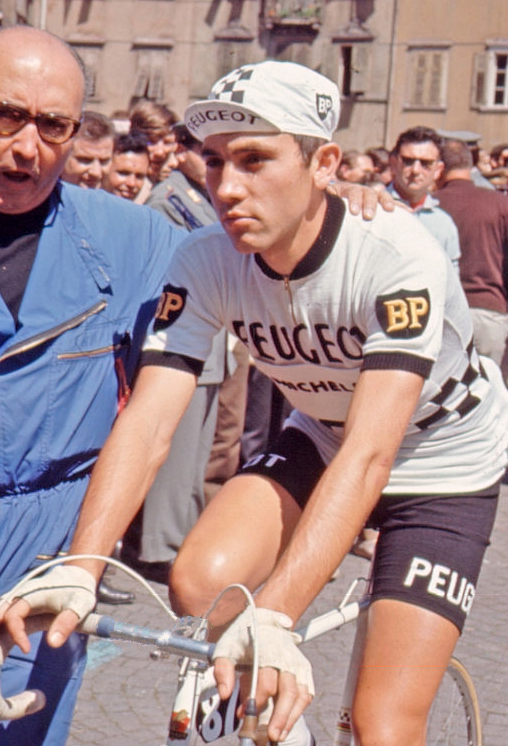
Eddy Merckx, de 21 años, antes del inicio de la 22ª etapa

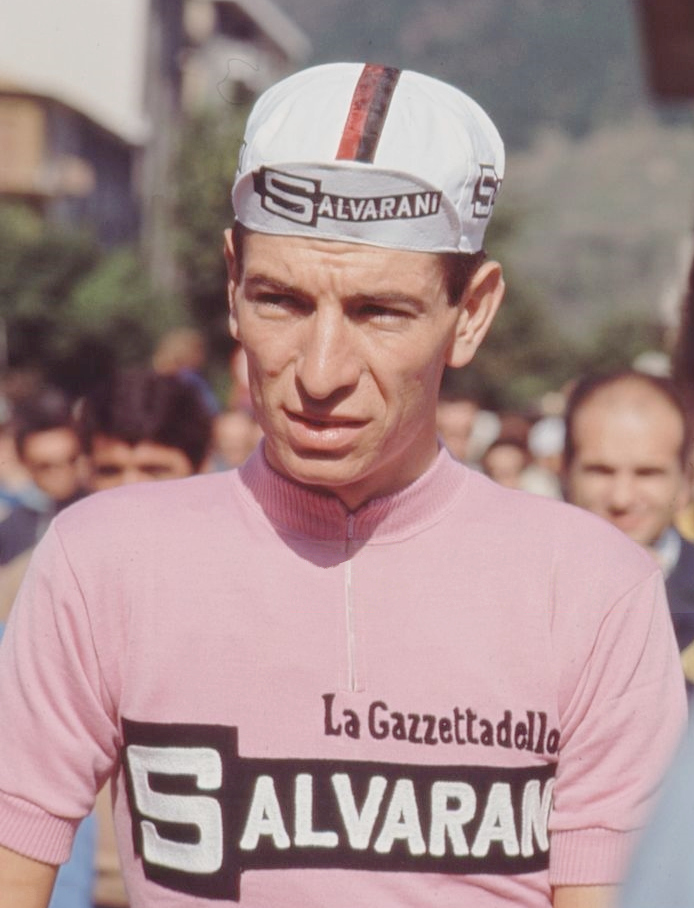
Felice Gimondi con el maillot rosa al inicio de la última etapa

| Etapa | Recorrido                    | Km       | Ganador                 | Líder                   |
| 1.ª   | Treviglio-Alessandria        | 135      | Giorgio Zancanaro       | Giorgio Zancanaro       |
| 2.ª   | Alessandria-La Spezia        | 223      | Antonio Gómez del Moral | Antonio Gómez del Moral |
| 3.ª   | La Spezia-Prato              | 205      | Michele Dancelli        | Antonio Gómez del Moral |
| 4.ª   | Florencia-Chianciano Terme   | 155      | Dino Zandegu            | Antonio Gómez del Moral |
| 5.ª   | Roma-Nápoles                 | 220      | Willy Planckaert        | Michele Dancelli        |
| 6.ª   | Palermo                      | 63       | Rudi Altig              | Michele Dancelli        |
| 7.ª   | Catania-Etna                 | 169      | Franco Bitossi          | Michele Dancelli        |
| 8.ª   | Reggio Calabria-Cosenza      | 218      | Jean Stablinski         | José Pérez Francés      |
| 9.ª   | Cosenza-Tarento              | 242      | Albert Van Vlierberghe  | José Pérez Francés      |
| 10.ª  | Bari-Potenza                 | 145      | Willy Planckaert        | José Pérez Francés      |
| 11.ª  | Potenza-Salerno              | 160      | Rudi Altig              | José Pérez Francés      |
| 12.ª  | Caserta-Blockhaus            | 220      | Eddy Merckx             | José Pérez Francés      |
| 13.ª  | Chieti-Riccione              | 253      | Georges Vandenberghe    | José Pérez Francés      |
| 14.ª  | Riccione-Lido degli Estensi  | 94       | Eddy Merckx             | José Pérez Francés      |
| 15.ª  | Lido degli Estensi-Mantua    | 164      | Michele Dancelli        | José Pérez Francés      |
| 16.ª  | Mantua-Verona                | 45 (CRI) | Ole Ritter              | Jacques Anquetil        |
| 17.ª  | Verona-Vicenza               | 140      | Francisco Gabica        | Silvano Schiavon        |
| 18.ª  | Vicenza-Udine                | 169      | Dino Zandegu            | Silvano Schiavon        |
| 19.ª  | Udine-Tres Cimas de Lavaredo | 170      | Anulada                 | Silvano Schiavon        |
| 20.ª  | Cortina d'Ampezzo-Trento     | 235      | Vittorio Adorni         | Jacques Anquetil        |
| 21.ª  | Trento-Tirano                | 153      | Marcello Mugnaini       | Felice Gimondi          |
| 22.ªa | Tirano-Madonna del Ghisallo  | 137      | Aurelio González Puente | Felice Gimondi          |
| 22.ªb | Madonna del Ghisallo-Milán   | 68       | Willy Planckaert        | Felice Gimondi          |

## Clasificaciones
| \| 1. \| Felice Gimondi \| Italia \| 101h 05' 34" \| \| 2. \| Franco Balmamion \| Italia \| + 3' 36" \| \| 3. \| Jacques Anquetil \| Francia \| + 3' 45" \| \| 4. \| Vittorio Adorni \| Italia \| + 4' 33" \| \| 5. \| José Pérez Francés \| España \| + 5' 17" \| \| 6. \| Gianni Motta \| Italia \| + 6' 21" \| \| 7. \| Lucien Aimar \| Francia \| + 7' 25" \| \| 8. \| Francisco Gabica \| España \| + 9' 43" \| \| 9. \| Eddy Merckx \| Bélgica \| + 11' 41" \| \| 10. \| Eusebio Vélez \| España \| + 15' 00" \| |                    |         |              |
| 1. | Felice Gimondi     | Italia  | 101h 05' 34" |
| 2. | Franco Balmamion   | Italia  | + 3' 36"     |
| 3. | Jacques Anquetil   | Francia | + 3' 45"     |
| 4. | Vittorio Adorni    | Italia  | + 4' 33"     |
| 5. | José Pérez Francés | España  | + 5' 17"     |
| 6. | Gianni Motta       | Italia  | + 6' 21"     |
| 7. | Lucien Aimar       | Francia | + 7' 25"     |
| 8. | Francisco Gabica   | España  | + 9' 43"     |
| 9. | Eddy Merckx        | Bélgica | + 11' 41"    |
| 10. | Eusebio Vélez      | España  | + 15' 00"    |

| \| 1. \| Aurelio González Puente \| España \| 630 puntos \| \| 2. \| Vittorio Adorni \| Italia \| 150 puntos \| \| 3. \| Wladimiro Panizza \| Italia \| 140 puntos \| |                         |        |            |
| 1. | Aurelio González Puente | España | 630 puntos |
| 2. | Vittorio Adorni         | Italia | 150 puntos |
| 3. | Wladimiro Panizza       | Italia | 140 puntos |

| \| 1. \| Dino Zandegu \| Italia \| 200 puntos \| \| 2. \| Eddy Merckx \| Bélgica \| 178 puntos \| \| 3. \| Willy Planckaert \| Bélgica \| 176 puntos \| |                  |         |            |
| 1. | Dino Zandegu     | Italia  | 200 puntos |
| 2. | Eddy Merckx      | Bélgica | 178 puntos |
| 3. | Willy Planckaert | Bélgica | 176 puntos |

| \| 1. \| Kas \| España \| - \| - \| |     |        |   |   |
| 1.                                  | Kas | España | - | - |